# 大字沟乡
大字沟乡是中华人民共和国河北省承德市宽城满族自治县下辖的一个乡。

## 行政区划
大字沟乡下辖以下村级行政区划单位：
姜杖子村、跳沟村、小孛罗树村、朝阳山村和马场村。